# Peyton Elizabeth Lee

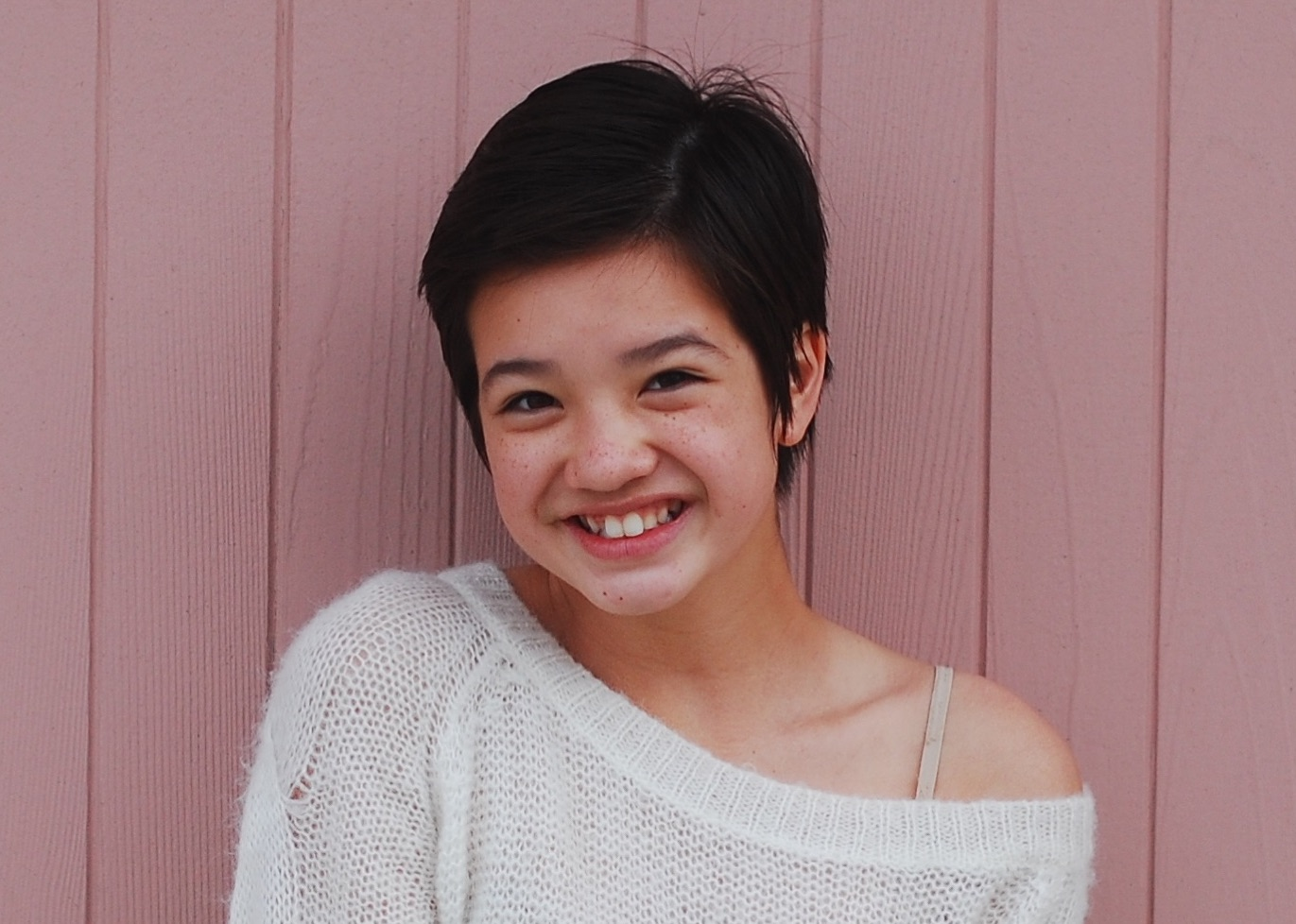
Peyton Elizabeth Lee (2017)

Peyton Elizabeth Lee (geboren am 22. Mai 2004 in New York City) ist eine US-amerikanische Schauspielerin. Ihren Durchbruch erreichte sie mit der Hauptrolle in der Disney-Serie Story of Andi.

## Leben
Lee wurde in New York City geboren und zog später mit ihrer Familie nach Manhattan Beach, Kalifornien. Ihr Vater ist der Schauspieler Andrew Tinpo Lee, ihre Mutter Jennifer Dormer Lee ist Psychologin. Sie hat eine ältere Schwester und einen jüngeren Bruder. Mit zehn Jahren begann sie mit der Schauspielerei.
Lee ist für die Hauptrolle in der Disney-Channel-Serie Story of Andi bekannt. Außerdem spielt sie die Hauptrolle im Disney+-Film Der geheime Club der zweitgeborenen Royals, der am 25. September 2020 erschien. Ihren endgültigen internationalen Durchbruch hatte sie ab 2021 mit der Hauptrolle als Titelgebende Heldin in der Disney+-Serie Dr. Doogie Kamealoha, dem Remake von Doogie Howser, M.D.

## Filmografie
- 2015: Scandal (Fernsehserie, Episode 4x19)
- 2016: Shameless (Fernsehserie, 3 Episoden)
- 2017–2019: Story of Andi (Andi Mack, Fernsehserie, 57 Episoden)
- 2019: Die Garde der Löwen (The Lion Guard, Sprechrolle, 9 Episoden)
- 2019: Stumptown (Fernsehserie, Episode 1x09)
- 2020: Der geheime Club der zweitgeborenen Royals (Secret Society of Second-Born Royals)
- 2021–2023: Dr. Doogie Kamealoha (Doogie Kameāloha, M.D., Fernsehserie, 20 Episoden)
- 2023: Prom Pact
- 2024: Carved